# Santa Catalina (Uruguai)
Santa Catalina és una localitat de l'Uruguai, ubicada al sud-est del departament de Soriano. Té una població aproximada de 929 habitants, segons les dades del cens del 1996.
Es troba a 137 metres sobre el nivell del mar.
| 1963 | 1975 | 1985 | 1996 | 2004    |
| ---- | ---- | ---- | ---- | ------- |
| 821  | 884  | 882  | 929  | {{{5}}} |